# 悲劇の元凶となる最強外道ラスボス女王は民の為に尽くします。
『悲劇の元凶となる最強外道ラスボス女王は民の為に尽くします。』（ひげきのげんきょうとなるさいきょうげどうラスボスじょおうはたみのためにつくします）は、天壱による日本のライトノベル。イラストは鈴ノ助が担当している。略称は『ラス為』。
小説投稿サイト『小説家になろう』でオンライン小説として、『悲劇の元凶となる最強外道ラスボス女王は民の為に尽くします。〜ラスボスチートと王女の権威で救える人は救いたい〜』のタイトルで2018年4月19日から2020年5月21日まで第一部が連載された。2020年5月25日から第二部が連載中。2018年8月31日、小説投稿サイト「小説家になろう」×一迅社アイリス編集部「第1回アイリスNEOファンタジー大賞」にて金賞を受賞。また、アイリスNEO（一迅社）より2019年6月から書籍化されている。2022年1月時点で電子版を含めたシリーズ累計発行部数は80万部を突破している。
メディアミックスとして、『ゼロサムオンライン』（一迅社）にて2020年3月13日より松浦ぶんこによるコミカライズが連載されていたが、休載が続いたのち2022年10月25日に連載の終了が告知された。その後、かわのあきこによるコミカライズの新章が『悲劇の元凶となる最強外道ラスボス女王は民の為に尽くします。〜To The Savior〜』のタイトルで『月刊コミックZERO-SUM』（同）にて、2023年8月号より2025年2月号まで連載された。同じくかわのにより、小説の「婚約者編」のコミカライズが『悲劇の元凶となる最強外道ラスボス女王は民の為に尽くします。 The Savior's Pride』のタイトルで『月刊コミックZERO-SUM』にて、2025年5月号より連載されている。また2023年7月から9月までテレビアニメが放送された。

## あらすじ
プライド第一王女は、乙女ゲームの世界に転生していることに気づく。ゲームの通りなら、10年後には悲劇を引き起こす最強外道ラスボスへと成り果ててしまうはずである。特殊能力者が生まれる国フリージア王国において、8歳で王位継承の証となる予知能力を目覚めさせたことにより第一王位継承者となったプライドは、持てる権力とチート的な能力で、起こりうる悲劇から人々を救っていく。

## 登場人物
声の項はテレビアニメ版における声優。

### 主要キャラクター
プライド・ロイヤル・アイビー
声 - ファイルーズあい
誕生日は6月14日。
本作の主人公。女王制であるフリージア王国の第一王女である。8歳の時に前世の記憶を思い出し、乙女ゲーム『君と一筋の光を』（略称：キミヒカ）シリーズの第1作目のラスボスのプライドに転生していることに気付く。転生したのが「よりにもよって」と言われるような人物だったこともあり自分の存在を嫌悪するが、同時に王位継承の証となる予知の特殊能力を得たため第一王位継承者となる。
ゲームではラスボスという立ち位置のため、頭脳と戦闘力はチートと呼べる域であり、記憶を思い出した直後の子供時代でも素で大人を圧倒する技量を持っている。ステイルの剣術教師との手合わせでは剣を初めて握ったにもかかわらず一瞬で勝利し、騎士団奇襲事件では剣と初めて手にした銃、天性の格闘センスだけで、裏稼業の男たちをすべて無力化している。ただし無敵というわけではなく、純粋な腕力ではかなり非力であるため抑え込まれるとなすすべがなかったり、ラスボスチートの一環として家事全般が呪いのように下手だったりする。
ゲーム作中でのプライドは悪虐非道とも言える性格であったが、前世の記憶を思い出してからは自身が転生者である認識が合わさり、悪知恵が働くこともあるが基本は善良な性格に落ち着いている。思い出したゲームの内容である、将来自分が引き起こすであろう悲劇を未然に防ぐため、自己研鑽しながら他者のために努力することを決意する。そのために、ゲーム知識を予知能力であることにして人々を救っていく。
しかし同様に、任意で扱うことができず突然発動する本来の予知能力のこともあり、ゲーム作中で必ず発生する「最終的に自分は処刑され、ティアラが女王になり平和となる」という展開を将来的に迎えることを前提に考えているため、どこかで道を踏み外す可能性も視野に見当違いの解釈をすることがある。また、前述の展開に加え、記憶を思い出す前のプライドの過去とゲーム作中での振る舞いから「最終的にプライドは誰からも愛されない」という先入観を持っているため、他者と交友関係を築けているもののステイルやアーサーが自分の言葉で照れていることに気づいていなかったり、ティアラとステイルが仲良くしているのを「ルートに入った（恋愛感情を持っている）」と解釈したりするなど鈍感なところがある。
深紅の軽いウェーブ髪と紫色の瞳、ラスボス然とした眼つきの悪さを気にしている。ドレスも深紅、騎士服も同色で金モール付きのスカートにオフホワイトのロングブーツ。
前世は乙女ゲームが趣味の地味な高校生ながらも短大に受かるなど、それなりに安定した人生を送れていたはずが18歳の時に交通事故に遭い死亡。キミヒカシリーズは第3作目を気に入っており、3作目以外は1度しかプレイしていないためゲーム内容の記憶が浅く、重要な情報を思い出すのが取り返しがつかなくなる直前になるということもしばしば。
ステイル・ロイヤル・アイビー
声 - 内田真礼、内山昂輝（青年）
誕生日は7月25日。黒髪黒眼、腹黒の策士で、プライドを守るために尽くす義弟。後述の経緯からプライドに良い印象を持っていなかったが、話とは違った人柄から次第に興味を持つようになる。
フリージア王国の第一王子で次世代の摂政。平民の生まれだが瞬間移動という貴重な特殊能力を持って生まれたために、女王の補佐をするべく母親（声 - 中野さいま）のもとから引き離され王家に連れてこられた。プライドと従属の契約を結び、義弟となる。ゲームのキミヒカ第1作目の攻略対象者。アーサーとは「プライドを守りたい」という点で意気投合した相棒であり親友。アーサーから貰った黒縁の伊達眼鏡を愛用したり、頻繁に剣や格闘の稽古をしたり、腹を割った話ができたりするほど仲が良い。ゲームとは違い、プライドに面従腹背の態度を取るジルベールを嫌悪しており、本人を前に度々毒づいている。しかし「ジルベールに似ている」と言われることがあり、本人は気にしている。
特殊能力の瞬間移動は、ステイルが1度行ったことがあったり座標を把握していたりする場所へ、自身や触れたものを一瞬で移動させる能力。また秘匿しているが、親しい人間のもとにも移動できるため、非常に汎用性が高い。従属の契約をしているため行動範囲等に制限があり、勝手に国外に出ることはできないが、プライドの許可を得れば国外への瞬間移動も可能となる。
ゲームでは、悪人であるプライドに騙され、従者としての従属の契約ではなく奴隷としての隷属の契約を結ばされてしまい、彼女の傀儡となっている。そのため数々の非道を強制され、心が死んだまま彼女に弄ばれる。プライドが女王となったのち、摂政だったヴェストを監禁したため、ステイルが若き摂政となった。宰相であるジルベールと協力して悪を裁いているが、逆にアーサーとはお互いに不信感を持っており不仲である。ゲームのアーサーはプライドを恨んでいるうえ、裏がある人間に敏感なため、心を殺して摂政を演じるプライドの傀儡を良く思わないのも無理からぬことである。
ティアラ・ロイヤル・アイビー
声 - 戸松遥
誕生日は2月14日。
フリージア王国の第二王女でありプライドの実の妹で彼女より2歳年下。金色のウェーブの髪と金色の瞳。山吹色のドレスで髪の後ろに大きなリボン。プライドとは対照的に可憐なお姫様という言葉がよく似合う容姿と人柄を持つ。キミヒカ第1作目の主人公であり、攻略対象者の傷ついた心を癒す存在である。生まれつき身体が弱かったため、誘拐や暗殺の危険を鑑みて6歳の時までその存在を秘匿されており、プライドも存在を知らされておらず、予知能力をもって自力で知ることとなる。
ゲームではティアラの16歳の誕生日から物語が始まり、悪政を敷く女王プライドを攻略対象者たちとともに倒し幸福な結末を迎えるというのが基本のシナリオになっている。現実世界でも「マジ天使」と呼ばれ人気が高い。
本作では塔に閉じ込められることもなく、姉兄妹仲良く過ごしている。プライドのラスボスチートと同様に、ゲーム演出が反映された結果としての主人公チートを持っている。優れた家事スキルのほか、実はナイフ使いとして卓越した才能がある。これを活かし、プライドとステイルを守る力を身につけるため、元裏稼業のヴァルに師事して腕をさらに磨いていた。また、彼女だけが持つ特性は他にもある様子。
ゲームでは終盤に予知能力に目覚めプライドを倒すという展開があり、プライドと同様に予知能力の素質を持っているのだが、本作では今のところ能力が目覚めた兆候は見られない。
アーサー・ベレスフォード
声 - 榎木淳弥
誕生日は8月27日。
フリージア王国の騎士団八番隊所属の騎士。ゲームでは最強の騎士団長でありキミヒカ第1作目の攻略対象者。騎士団奇襲事件の際に、当時の騎士団長であり父のロデリックを亡くしている。
ロデリックが死亡した際、プライドの発言からロデリックが死ぬことを知ってて見捨てたことに気づき、プライドに対し敵討ちを誓う。その一環として口調を変え、さらに長い髪を剣で切り短髪にした。そのためもともと父親似だったが、よりロデリックと瓜二つになっている。その経緯から当初はティアラのこともプライドの身内としか見ておらず拒絶していた。
本作では髪を切ることは無く、銀色の長髪を麻紐で縛り、ポニーテールの状態にしている。父と同じく蒼（青）色の瞳。誠実な性格だが、敬語は苦手である。
"傷無しの騎士"の異名を持つ偉大な騎士団長の父に対し、戦闘系特殊能力を持たなかったことに引け目を感じ、騎士を目指すのを諦めていた。しかしプライドに父を救ってもらったことや、彼女の信念に心を動かされたことがきっかけで、騎士になることを決意した。ステイルに対しては最初は態度が胡散臭いと警戒していたが、プライドを守らせる目的でステイルが稽古相手に誘って以降は二人で手合わせをしており、アーサーが入隊してからも続けている。このためゲームとは異なり二人は相棒であり親友の間柄であり、戦闘力もゲームのそれを遥かに上回るものとなった。なお敬語もステイルから習った。それに対してステイルには「"ジルベールと似ている”と周囲に言われていることを気にしている」ということを知ると伊達眼鏡を送り、プライドにはその理由を隠すなど配慮している。
父ロデリックに憧れ、カラム隊長など優秀な騎士たちを尊敬しており、入団当初から騎士には可愛がられている。父ロデリックには「クソ親父」と暴言を吐いたり生意気な態度を取ったりしているが、尊敬していることには変わらない。
アーサーの特殊能力については、最初に対象となったのが植物だったため"植物を元気にする特殊能力"と思い込んでいたが、実際には"万物の病を癒す"というプライドらの予知能力をも凌ぐ超稀有な特殊能力者である。ゲームでは主人公であるティアラが体調を崩したときに発覚するが、本作では病気に侵されたマリアンヌを助けるためプライドから早期に真の能力を教えられる。その後はあまりにも凄まじい力であるため秘匿されており、周囲には以前のように"植物を元気にする特殊能力"と詐称している。
ジルベール・バトラー
声 - 遊佐浩二
誕生日は11月29日。
フリージア王国の宰相。年齢操作の特殊能力を持つ不老人間であり、天才謀略家である。厭味たらしい言動を行ってはアルバートに殴られている。
王配であるアルバートの親友で、アルバートの5つ年下。薄水色の長髪を肩の位置で一纏めに括り垂らしている。薄水色の切れ長な目。特殊能力以外は優れた家柄や才能を持っていたわけではなく、愛する女性のために下級層から不断の努力で成り上がった苦労人でもある。彼一人で革命を起こせると評されるほどの頭脳と情報操作の手腕、下級民から宰相にまで上り詰めた人心掌握術、そして下級層を生き抜いてきた卓越した格闘術を身につけている。
不治の病に侵された婚約者のマリアンヌを治すための能力者を探すため行動しており、最初期には結果的にその行動を妨害しているプライドと敵対しており、プライドが我儘を続けステイルを見下しているといった嘘の情報を流すなど利敵行為が見られており、ステイルからは敵視されていた。しかしプライドにマリアンヌを救われてからは彼女に絶対の忠誠を誓っており、「あの御方」と呼び心酔している。ステイルには未だに棘のある対応をされているが、内心互いに認め合う仲。
ゲームではジルという名の隠しキャラで攻略対象者。ゲームではマリアンヌを治すための能力者を探すために、自分の能力を王宮に報告する法律を女王プライドに制定させるが、その翌日にマリアンヌは病死。さらには能力者を我が物にするためにプライドによって法律を悪用され、多くの民を殺める最悪の結果となって精神を病み、特殊能力をうまく発動できずに少年か老人の姿にしかなれなくなった。なお転生後のプライドから、マリアンヌが死亡するのは予知能力で知っていたと推察されている。
ヴァル
声 - 諏訪部順一
誕生日は10月26日（実際の生まれた日は9月4日）。
元盗賊の罪人。騎士団奇襲事件後、プライドにより裁かれプライドと隷属の契約を交わす。土壁の特殊能力者。
隷属の契約の影響下にあるため、他人に危害を加えられないことをはじめとした様々な制約に縛られている。しかし元裏稼業らしい狡猾さでそれらをすり抜けつつ、ステイルら王族や騎士をからかうのが趣味。
契約のために真っ当な生活を強いられた際、自ら名を与えた家族と呼べる存在である孤児の姉セフェク（声 - M・A・O）と弟ケメト（声 - 石上静香）と出会うが、そのセフェクとケメトが誘拐され自分ではどうしようもなくなり、解放された際の「自分ではどうしようもない事態に陥ったらプライドに助けを求めること」という命令に従ってプライドら王族と再び接触することになる。この時自分の人生経験にはない「心配」を初めて感じていたため、自分でも訳が分からず自傷行為を行っていた。その後プライドに諭され、初めて自分が他人を心配していることを自覚し、涙を流した。
その後セフェクとケメトも含めた誘拐された人たちの救出作戦に参加し、陽動を担当する。久しぶりに暴れることができるためかなり張り切っていた。
セフェクとケメトもまた特殊能力者であり、特にケメトの能力が信頼する者の特殊能力を大幅に増強するというものだったため、ヴァルの特殊能力も驚異的な力を持つようになる。大人数人サイズまでの瓦礫を操作する能力だったが、地盤沈下の誘発や城壁修復、土や砂を自在に操作して高速運搬・移動する乗り物を形成する能力に。これを活かした王族直属の配達人として、高速移動を要する任務に従事するようになった。圧倒的な汎用性を誇るため、主にステイルによって様々にこき使われている。
焦茶色の髪に褐色肌。吊り上がった目と牙のような歯の悪人顔。王族と騎士が嫌いで、酒が好き。
ゲームではプライドによって雇われ、ティアラに襲い掛かるモブレベルの悪役。

### フリージア王国
ローザ・ロイヤル・アイビー
声 - 井上喜久子
プライドたちの母親であり女王。王を凌ぐ最高権力者。予知の特殊能力者。金色のウェーブの髪。柔らかい眼差しを化粧で吊り上げている。
両親から離され乳母に育てられた影響で自分の子は自分で育てたいと考え、乳母をつけずプライドを育てていたが、成長したプライドが残虐な性格になると予知して以降は幼いプライドを避け、ティアラの存在も隠していた。
この行動をプライドが予知で知り、「自分よりもティアラが愛されている」とプライドの心を傷つけ、性格が歪んでいってしまったため、実質的にローザ自身がプライドを暴君に育て上げたようなものである。そのためゲームのプレイヤーは「悲劇の元凶はプライドだが、全ての元凶は女王（ローザ）」とツッコミを入れている。
プライドのことは予知から遠ざけていたが、決して嫌っているわけではなくむしろ子煩悩であり、本当ならばとにかく甘やかしたいと思っている。予知から遠ざけたのも甘やかしが原因で我儘になったのではと考えてのことであり、苦渋の決断であった（結果的にその遠ざけた行動がプライドの暴君化に繋がってしまったのだが）。
序盤までは予知の結果は絶対と考えていたのだが、転生したプライドの介入によって予知が外れ未来が見えなくなった後は考えが変わり、あくまでも不確定な未来を見せるものと考えるようになる。
ゲームでは事故で命を落とした夫のアルバートを追うように亡くなっている。
アルバート・ロイヤル・アイビー
声 - 森川智之
プライドたちの父親であり王配。国外の人間であるため、特殊能力は持っていない。ジルベールと友人。心優しいが眼つきが悪く眉間に皺を寄せているため、よく睨んでいると勘違いされることがある。深紅の髪。
ゲームではプライドが8歳の時に馬車の事故で亡くなっており、ローザもプライドもこの事故を予知できていなかった。
転生したプライドは前世の知識で事故を知っていたため予知として事故に遭うことを話し、アルバートがそれを信じたことで事故は未然に防がれた。
なお馬車の事故の原因は、破損個所の見逃しや実際の破損と関係無い所の修繕など多人数によるケアレスミス。事故を防がれた後、関係者は全員処罰された。
ヴェスト・ロイヤル・アイビー
プライドたちの叔父であり摂政。アルバートの弟。青色の髪の七三分け。目元は柔らかい。ステイルの先代となる存在であり、彼もまた希少な特殊能力「記憶消去・復元」を持つ者である。心を病むほど悲惨な目に遭った被害者の記憶を消去して救済したり、政治的情報戦の手段として他国首脳の記憶を削除したりしている。
ジャック
声 - 広瀬裕也
切り揃えた短髪の近衛兵の青年。窓から落ちそうになったプライドを助けた。
ロッテ
声 - 陶山恵実里
プライドの専属侍女。キャラメル色のボブショートヘア。
マリー
声 - 清水彩香
プライドの専属侍女。ベテラン。髪を背後に団子で纏めている。
マリアンヌ・エドワーズ
声 - 上田麗奈
薄桃色の髪と瞳の伯爵家の三女。ローザの友人であり宰相ジルベールの婚約者。不治の病を患っていた。後にプライドに連れてこられたアーサーによって病は完治する。
ゲームでは病を治す能力者を探すための法律を制定した翌日に病死し、法律の制定は無意味となったうえプライドに悪用される事態となった。
ステラ
ジルベールとマリアンヌの娘。ジルベールに名付けを頼まれたプライドとアーサーによって名付けられた。
ゲームではマリアンヌが病死したため誕生しておらず、この世界だけのキャラクターである。
ベイル
声 - 喜屋武和輝
酒場の主人。逞しくがっしりとした体つき。雑に伸び出した短髪を額から布を頭に巻いて纏めている。元々は違法な賭場を営業し、処罰を受けた後情報屋として生かされている。ヴァルの行きつけ。
パウエル
声 - 内田雄馬
光の特殊能力者。

### フリージア王国-騎士団
ロデリック・ベレスフォード
声 - 安元洋貴
騎士団団長。斬撃無効化の特殊能力者。アーサーの父親。妻の名前はクラリッサ（声 - 南條愛乃）。銀髪を短く刈り上げている。蒼（青）色の瞳。 特殊能力と武功により、「傷無しの騎士」の異名を持つ優れた騎士団長。特殊能力無しでも作中最強の筋力やトップクラスの剣腕、先陣を切って部下を導く指導力やカリスマ性を持つ。 アーサーに騎士になってほしいという夢を持つが、本人が拒むため半ば諦めていた。
騎士団襲撃事件において足を挟まれ動けなくなり、死を覚悟で殿（しんがり）を務めるが、ステイルの瞬間移動で現れたプライドに救われる。当初はプライド自身が助けに来たことで騎士の誇りを汚したと苦言を呈したが、周囲の騎士たちが自分を助けたことに土下座の姿勢で感謝を口にしたことと、アーサーが騎士になる決意をして夢が叶ったことで、自分も土下座し、感謝を口にした。
ゲームでは騎士団襲撃事件においてプライドに見捨てられ、大岩に潰されて圧死。この末路が図らずもアーサーを騎士の道に進ませた。
クラーク・ダーウィン
声 - 関俊彦
騎士団副団長。ロデリックと親友。水の蒸発と液化を可逆的に操作できる特殊能力者。金髪のハーフアップ、垂れた髪は肩上まである。眼差しは柔らかいが、生傷が所々にある。厳格なロデリックと比べて砕けたところのある人物で、アーサーとも馴染み。実はその特殊能力を活用した拷問術を持つ。捕虜の水分を枯渇させて死なせる間際にまた戻し、何度も死を味わわせるというもの。これにより、彼が口を割れなかった捕虜はいない。
カラム・ボルドー
声 - 小野大輔
誕生日は1月10日。
三番隊騎士隊長。貴族出身のエリート騎士でアランと本隊入隊が同期。任意で発動することができる怪力の特殊能力者。赤毛混じりの髪と赤茶色の瞳。
人柄・知能・技術・判断力の全てに長けた騎士であり、他の騎士への面倒見が良いため、騎士団内でもロデリックとクラークの次に支持が高い。アーサーが現れるまでは、最年少で騎士隊長の記録を持っていた。騎士隊長になってからは毎年、最優秀騎士隊長に選ばれている。
ゲームではクラークの後を継ぎ騎士団長になるが、プライドの手により粛清される。
アラン・バーナーズ
声 - 下野紘
誕生日は10月10日。
一番隊騎士隊長。カラムと本隊入隊が同期。茶色がかった金色の短髪。
特殊能力者ではないが、戦闘で五本の指に入る実力ある騎士。素手での戦闘では、アーサーに勝つことの方が多いほど。お酒好きで明るく、アーサーを含む多くの騎士に慕われている。カラム曰く「鍛錬バカ」でプライド以外の女性には興味がない。大家族の長男。
ゲームではカラムのもとで副団長になったが、カラムと共にプライドに粛清される。
エリック・ギルクリスト
声 - 永塚拓馬
誕生日は12月9日。
一番隊副騎士隊長。初登場時は新兵であり、ゲームでは騎士団襲撃の際に命を落としている。全て平均以上の総合力が高い騎士で、狙撃の腕も専門の部隊の五番隊や六番隊に匹敵する。自分を凡人だという自覚があるがその分努力を怠らず、隊長であるアランを尊敬している。栗色の短髪。
ハリソン・ディルク
誕生日は10月30日。
完全実力主義の部隊、八番隊の騎士隊長。前髪だけパッツリ切った黒髪の長髪に紫色の瞳。高速の特殊能力と、優れたナイフ投げの腕前を持つ。ホラー映画に出てくるような容姿で、ただ剣を振るうことしかできないと自分でも理解している不器用な男。それだけに戦闘の腕や志については自他ともに厳しく、同じ隊の部下に対し頻繁に奇襲を仕掛け、それぞれの能力を確認する癖がある。
騎士団奇襲事件の実行犯であるヴァルを許してはいないが、プライドの意思を最優先にしている。クラークを心酔するほど尊敬しており、次点でロデリック、そして彼らを救ったプライド、アーサーを尊敬している。特にアーサーに対しては、本人はうまく表現できないもののたいへんに可愛く思っている様子。
ゲームではプライドにより騎士団長や副団長、その後継のカラムを殺され、その後を継いで団長となった。しかしアーサーにすべてを託して騎士を辞し、プライド暗殺のために一人赴く。

## 用語
乙女ゲーム『君と一筋の光を』シリーズ
略称『キミヒカ』。乙女ゲームの中でも、かなりシリーズ化がされている。主人公であるティアラの16歳の誕生日から物語が始まるのがキミヒカシリーズ第1作目。
特殊能力
世界で唯一フリージア王国にのみ数百人に一人の確率で生まれる。成長とともに、特殊能力の成長が見られたり、制御することが可能になったりすることがある。
特殊能力の中でも"予知能力"は貴重であり、人それぞれ違いはあるものの予知能力だけは数十年に1度、王族のみに覚醒する。
フリージア王国ではこの予知能力を得た者を"次なる王の啓示"として、次の王位を継承する習わしとなっている。
特殊能力の性能は精神に左右され、鍛錬を重ね精神が成熟すれば性能が上がり、精神が弱れば性能も落ちてしまう。
フリージア王国
世界で唯一特殊能力者が生まれる大国。ゲームの舞台。女王制。
アネモネ王国
フリージア王国の隣国。王族用の馬車で片道数時間。世界有数の貿易大手国。
ハナズオ連合王国
サーシス王国とチャイネンシス王国の連合王国。百年ほど鎖国していた。フリージア王国から王族用馬車で10日。
サーシス王国
金脈の地。近年、アネモネ王国とだけ交易を始めた。
チャイネンシス王国
鉱物の地。信仰深い国。

## 既刊一覧

### 小説
- 天壱（著）・鈴ノ助（イラスト） 『悲劇の元凶となる最強外道ラスボス女王は民の為に尽くします。』 一迅社〈アイリスNEO〉、既刊10巻（2025年4月2日現在）
  1. 2019年6月4日発売[14]、ISBN 978-4-7580-9177-0
  2. 2020年3月3日発売[15]、ISBN 978-4-7580-9242-5
  3. 2021年1月7日発売[16]、ISBN 978-4-7580-9326-2
  4. 2021年9月2日発売[17]、ISBN 978-4-7580-9394-1
  5. 2022年4月4日発売[18]、ISBN 978-4-7580-9452-8
  6. 2022年11月2日発売[19]、ISBN 978-4-7580-9503-7
  7. 2023年8月2日発売[20]、ISBN 978-4-7580-9570-9
  8. 2024年4月2日発売[21]、ISBN 978-4-7580-9630-0
  9. 2024年12月3日発売[22]、ISBN 978-4-7580-9689-8
  10. 2025年4月2日発売[23]、ISBN 978-4-7580-9717-8

### 漫画
- 天壱（原作）・鈴ノ助（キャラクター原案）・松浦ぶんこ（作画） 『悲劇の元凶となる最強外道ラスボス女王は民の為に尽くします。』 一迅社〈ZERO-SUMコミックス〉、全3巻（未完[2]）
  1. 2020年10月24日発売[24]、ISBN 978-4-7580-3554-5
  2. 2021年4月30日発売[25]、ISBN 978-4-7580-3602-3
  3. 2022年1月31日発売[26]、ISBN 978-4-7580-3703-7
- 天壱（原作） / 鈴ノ助（キャラクター原案） / かわの あきこ（作画） / こがわ みさき（ネーム構成） 『悲劇の元凶となる最強外道ラスボス女王は民の為に尽くします。 To The Savior』 一迅社〈ZERO-SUMコミックス〉、全2巻
  1. 2024年2月29日発売[27]、ISBN 978-4-7580-3993-2
  2. 2025年1月31日発売[28]、ISBN 978-4-7580-8646-2

## テレビアニメ
2022年10月にテレビアニメ化が発表され、2023年7月から9月までTOKYO MXほかにて放送された。
2025年6月30日に、TVアニメ第2期の制作決定が発表された。

### スタッフ
- 原作 - 天壱[12]
- キャラクター原案 - 鈴ノ助、松浦ぶんこ[12]
- 監督 - 新田典生[12]
- シリーズ構成 - 赤尾でこ[12]
- キャラクターデザイン - 河野仁美[12]
- プロップデザイン - 中山裕美、木下雪映
- 美術監督 - 丹伊田輝彦[31]
- 色彩設計 - 佐藤直[31]
- 撮影監督 - 天田雅[31]
- 編集 - 後田良樹[31]
- 音響監督 - 亀山俊樹[31]
- 音楽 - 中村巴奈重、斎木達彦、佐久間奏、中嶋純子[12]
- 音楽制作 - 日音[31]
- 音楽プロデューサー - 水田大介
- プロデューサー - 青井宏之、鹿志村絵美、和田薫、神宮司剛史、外川明宏、和田卓治、山下良平、大和田智之、釜秀樹、前田吉輝
- アニメーションプロデューサー - 吉岡大輔[31]
- アニメーション制作 - OLM Team Yoshioka[12]
- 製作 - ラス為製作委員会2023

### 主題歌
「救世主」
月詠みによるオープニングテーマ。作詞・作曲はユリイ・カノン、編曲は月詠みと廣澤優也。
「PRIDE」
チョーキューメイによるエンディングテーマ。作詞・作曲・編曲は麗。

### 各話リスト
| 話数       | サブタイトル               | 脚本     | 絵コンテ        | 演出       | 作画監督                                                                    | 総作画監督                 | 初放送日      |
| ---------- | -------------------------- | -------- | --------------- | ---------- | --------------------------------------------------------------------------- | -------------------------- | ------------- |
| EPISODE 1  | 〜我儘王女は目を覚ます〜   | 赤尾でこ | 新田典生        | 志村錠児   | 木下雪映 土信田和幸 岡田絵里香 無錫櫻花アニメーション                       | 中山裕美                   | 2023年 7月7日 |
| EPISODE 2  | 〜極悪王女は義弟に願う〜   | 赤尾でこ | 新田典生        | 沼山茉由   | 江島あかり 上赤由香里 川本和孝 佐藤なつみ 竹内寛 服部未夢 藤彩七 森泉亜矢子 | 中山裕美                   | 7月14日       |
| EPISODE 3  | 〜外道王女と騎士団〜       | 赤尾でこ | 新田典生        | 平田貴大   | 趙小川 王敏 陳玲玲 姜海華 徐超                                              | 中山裕美 河野仁美          | 7月21日       |
| EPISODE 4  | 〜最低王女と誓いの青年〜   | 赤尾でこ | 秋山朋子        | 石井希美   | 木下雪映 李普螺 村田誠 山縣亜紀                                             | 中山裕美                   | 7月28日       |
| EPISODE 5  | 〜酷悪王女と剣〜           | 伊福部崇 | 永島昭子        | 志村錠児   | 木下雪映 土信田和幸 岡田絵里香 山縣亜紀                                     | 東海林康和 佐藤陵          | 8月4日        |
| EPISODE 6  | 〜自己中王女は裁く〜       | 土屋理敬 | 谷口工作        | 沼山茉由   | 懸田扇子 紫灯珈 川本和孝 清水椋大 秦相子 鈴木莉乃 遠藤里蘭 西原千晶         | 桑原麻衣 中山裕美 河野仁美 | 8月11日       |
| EPISODE 7  | 〜冷酷王女とヤメルヒト〜   | 伊福部崇 | 新田典生        | 森田侑希   | 趙小川 陳玲玲 姜海華                                                        | 中山裕美                   | 8月18日       |
| EPISODE 8  | 〜無礼王女と裁き〜         | 伊福部崇 | 秋山朋子        | 西田健一   | 大野美葉 李普螺 村田誠 成元鎔 朴佳連 曺暻柱                                 | 東海林康和 佐藤陵          | 8月25日       |
| EPISODE 9  | 〜残酷王女と罪人〜         | 赤尾でこ | 新田典生 石井輝 | 石井輝     | 木下雪映 山縣亜紀 土信田和幸 岡田絵里香 黒澤浩美                            | 桑原麻衣 河野仁美          | 9月1日        |
| EPISODE 10 | 〜薄情王女は潜入する〜     | 土屋理敬 | 永島昭子        | 沼山茉由   | 竹内寛 江島あかり 川本和孝 藤彩七 中川実 細川茉奈 遠藤里蘭 渡辺一平太       | 中山裕美                   | 9月8日        |
| EPISODE 11 | 〜惨酷王女と命令〜         | 伊福部崇 | 秋山朋子        | 石井希美   | 大野美葉 李普螺 村田誠 山縣亜紀 秋元勇一                                    | 東海林康和 佐藤陵 阿部祐里 | 9月15日       |
| EPISODE 12 | 〜悪虐王女は未来に向かう〜 | 赤尾でこ | 新田典生        | 山井紗也香 | 木下雪映 山縣亜紀 土信田和幸 岡田絵里香 黒澤浩美                            | 河野仁美 桑原麻衣 大和葵   | 9月22日       |

### 放送局
| 放送期間                | 放送時間                     | 放送局   | 対象地域   | 備考                                 |
| ----------------------- | ---------------------------- | -------- | ---------- | ------------------------------------ |
| 2023年7月7日 - 9月22日  | 金曜 0:00 - 0:30（木曜深夜） | TOKYO MX | 東京都     | 製作参加                             |
|                         |                              | BS11     | 日本全域   | 製作参加 / BS放送 / 『ANIME+』枠     |
| 2023年7月8日 - 9月23日  | 土曜 2:55 - 3:25（金曜深夜） | 毎日放送 | 近畿広域圏 | 製作参加                             |
| 2023年7月13日 - 9月28日 | 木曜 23:30 - 金曜 0:00       | AT-X     | 日本全域   | CS放送 / 字幕放送 / リピート放送あり |

| 配信開始日    | 配信時間                   | 配信サイト                                                                                               |
| ------------- | -------------------------- | --- |
| 2023年7月7日  | 金曜 0:30（木曜深夜） 更新 | ABEMA U-NEXT アニメ放題                                                                                  |
| 2023年7月12日 | 水曜 0:30（火曜深夜） 更新 | dアニメストア                                                                                            |
| 2023年7月13日 | 木曜 12:00 更新            | MBS動画イズム TVer ニコニコチャンネル FOD DMM TV バンダイチャンネル Hulu Prime Video ふらっと動画 Lemino |
|               | 木曜 22:30 更新            | ニコニコ生放送                                                                                           |
| 2023年7月14日 | 金曜 0:00（木曜深夜） 更新 | auスマートパスプレミアム J:COMオンデマンド メガパック TELASA milplus                                     |

### BD
| 巻 | 発売日         | 収録話         | 規格品番    |
| -- | -------------- | -------------- | ----------- |
| 上 | 2023年9月27日  | 第1話 - 第6話  | AMU-ANM4411 |
| 下 | 2023年11月29日 | 第7話 - 第12話 | AMU-ANM4421 |